# Таманрассет
Таманрассет (араб. تمنراست, також відомий як Тамангассет і Таменгест, тамашек ) — місто-оаза в Алжирі, столиця провінції Таманрассет, в нагір'ї Ахаггар, за 1981 км від столиці, Алжира. Виділено в окремий муніципалітет. Головне місто алжирських туарегів. Розташований на висоті 1320 метрів над рівнем моря. Населення міста становить 76 тис. осіб (2006).
Таманрассет розташований в оазі, де незважаючи на суворий клімат, вирощуються цитрусові, абрикоси, фініки, мигдаль, злакові, кукурудза та фіги.

## Історія
Таманрассет був заснований у 1908 році як військовий пост для охорони транссахарських торгових шляхів. До здобуття незалежності Алжиру, місто називалося Форт-Ляперрін (фр. Fort Laperrine)

## Клімат
Місто знаходиться у кліматичному поясі тропічних пустель: найтепліший місяць — липень із середньою температурою 28.3 °C (83 °F), а найпрохолодніший місяць — січень, з середньою температурою 11.7 °С (53 °F).
| Клімат Таманрассета     | Клімат Таманрассета | Клімат Таманрассета | Клімат Таманрассета | Клімат Таманрассета | Клімат Таманрассета | Клімат Таманрассета | Клімат Таманрассета | Клімат Таманрассета | Клімат Таманрассета | Клімат Таманрассета | Клімат Таманрассета | Клімат Таманрассета | Клімат Таманрассета |
| Показник                | Січ.                | Лют.                | Бер.                | Квіт.               | Трав.               | Черв.               | Лип.                | Серп.               | Вер.                | Жовт.               | Лист.               | Груд.               | Рік                 |
| Абсолютний максимум, °C | 26                  | 29                  | 32                  | 35                  | 40                  | 39                  | 38                  | 40                  | 37                  | 34                  | 31                  | 30                  | 40                  |
| Середній максимум, °C   | 19                  | 21                  | 25                  | 30                  | 33                  | 35                  | 35                  | 34                  | 32                  | 29                  | 25                  | 21                  | 28                  |
| Середня температура, °C | 11                  | 13                  | 16                  | 21                  | 25                  | 28                  | 28                  | 27                  | 25                  | 22                  | 17                  | 13                  | 20                  |
| Середній мінімум, °C    | 3                   | 5                   | 8                   | 13                  | 17                  | 21                  | 21                  | 21                  | 18                  | 15                  | 10                  | 6                   | 13                  |
| Абсолютний мінімум, °C  | −6                  | −3                  | 0                   | 3                   | 4                   | 10                  | 16                  | 13                  | 12                  | 8                   | 0                   | −2                  | −6                  |
| Норма опадів, мм        | 0                   | 0                   | 0                   | 0                   | 10                  | 0                   | 0                   | 10                  | 0                   | 0                   | 0                   | 0                   | 40                  |
| ----------------------- | ------------------- | ------------------- | ------------------- | ------------------- | ------------------- | ------------------- | ------------------- | ------------------- | ------------------- | ------------------- | ------------------- | ------------------- | ------------------- |
| Джерело: Weatherbase    |                     |                     |                     |                     |                     |                     |                     |                     |                     |                     |                     |                     |                     |

## Туризм
Основне населення міста — туареги. Неповторність їхніх будинків з червоної цегли роблять Таманрассет популярним для туристів місцем. Гості міста також відвідують музей Хоггара, який пропонує безліч виставок, які розповідають про життя туарегів та їхню культуру.

## Транспорт
Місто обслуговується Таманрассетським аеропортом, також через нього проходить транссахарське шосе.